# Satnija mornaričko desantnog pješaštva "Vange"
Satnija mornaričko desantnog pješaštva "Vange" osnovana je u Medulinu kod Pule 30. listopada 1991. godine. Njene zadaće su bile zadane tadašnjom prisutnošću moćnog garnizona JNA u Puli, koji je u vrijeme Jugoslavije predstavljao jedno od najsnažnijih mornaričkih i zrakoplovnih baza.
Osnivanjem ratne luke HRM Pula, Vange zauzimaju položaj Punta Kristo-Zonka te utvrdu Barbariga kraj Fažane.
Pripadnici Mornaričko-desantnog pješaštva "Vanga" sudjeluju u borbama za obranu Dubrovnika, te 1993. godine u Operaciji Maslenica. Tu pred nadmoćnijim srpskim snagama koje su pokušavale ponovo uspostaviti jedini izlaz "Republike Srpske Krajine" na more, satnija uspijeva održati položaje u Novigradu, uz cijenu teških gubitaka.
Godine 1994. satnija je ugašena, a do tada je kroz cijelu satniju prošlo oko 1200 pripadnika od kojih su 11 poginulih, dok je 60 pripadnika bilo ranjeno.